# Saint-Paul-Mont-Penit
 Saint-Paul-Mont-Penit  es una población y comuna francesa, en la región de Países del Loira, departamento de Vendée, en el distrito de Les Sables-d'Olonne y cantón de Palluau.

## Demografía
| 548 | 527 | 462 | 452 | 504 | 488 |
| Para los censos de 1962 a 1999 la población legal corresponde a la población sin duplicidades (Fuente: INSEE [Consultar]) |     |     |     |     |     |